# 巖谷小波
巖谷小波（いわや さざなみ，1870年7月4日—1933年9月5日）是日本作家、兒童文學者、俳人、記者，東京府麴町平河町（現・千代田區）出身。本名季雄。別號漣山人、樂天居、大江小波等。發表日本最初的創作童話『小金丸』（博文館、1891年），開啟近代兒童文學史的日本兒童文學先驅者。

## 略歷
和尾崎紅葉等人結成硯友社，開始在機關誌「我樂多文庫」發表小說。創刊『少年世界』，發表童話。刊行『日本昔噺』等，重新整理民話、英雄譚並將之集成普及，是日本兒童文學的第一人。

## 作品
『日本昔噺』『日本お伽噺』『世界お伽噺』等。

## 脚注
1. ↑  「巌谷小波の紹介 - 明治・大正の文学者たちの書簡と草稿」『関西学院大学図書館』

## 關連項目
- 久留島武彥
- 金色夜叉

## 外部連結
- 巖谷小波｜近代日本人の肖像 （页面存档备份，存于）